# Joseph Osiander
Joseph Osiander (* 11. Januar 1589 in Güglingen; † 10. Dezember 1635 in Esslingen) war ein deutscher evangelischer Theologe.

## Leben
Der älteste überlebende Sohn des Andreas Osiander des Jüngeren hatte nach der Schule die Universität Tübingen besucht und 1608 den akademischen Grad eines Magisters der Philosophie erworben. Danach absolvierte er ein Studium der Theologie und wurde Repetent am Tübinger Stift. 1611 wurde er Diakon in Göppingen, 1615 Pfarrer in Bitterfeld, 1616 Superintendent in Balingen und 1633 Abt im Kloster Blaubeuren. Nach der Schlacht bei Nördlingen musste er 1634 die Abtei verlassen. Er begab sich zunächst nach Ulm, dann nach Esslingen zu seinem Schwiegersohn, wo er an einem Schlaganfall verstarb.
Osiander war zwei Mal verheiratet. Seine erste Ehe schloss er 1611 mit Ursula, der Tochter des Oswald Gabelkover. Seine zweite Ehe ging er 1622 mit Sophia, der Tochter des Augsburger Predigers David Pistorius, ein.